# Niezależni (Liechtenstein)
Niezależni (niem. Die Unabhängigen, DU) – prawicowopopulistyczna i eurosceptyczna partia z Liechtensteinu, założona w 2013 roku przez Harry'ego Quaderera. W latach 2013–2018 partia była trzecią siłą w Landtagu, jednak po wewnętrznych konfliktach i rozłamie w 2018, a potem przegranych wyborach w 2021 roku, partia straciła na znaczeniu.

## Historia
W wyborach parlamentarnych w 2013 roku swoją listę zgłosił komitet Niezależni (Die Unabhängigen) z byłym członkiem Unii Patriotycznej - Harrym Quadererem na czele. Komitet Niezależni nie był w tamtym momencie partią, a stanowił związek wyborców niezależnych, jednak krótko po wyborach ugrupowanie zostało sformalizowane. Kandydaci prezentujący poglądy prawicowopopulistyczne i eurosceptyczne osiągnęli duży sukces w wyborach i zdobyli aż 15,3% głosów, co przełożyło się na 4 mandatów i był to najwyższy wynik w historii osiągnięty przez komitet inny niż FBP i VU. Po tak dużym sukcesie nowej partii spekulowano, że w najbliższych latach może zostać przełamany system dwupartyjny funkcjonujący od początku istnienia partii w Liechtensteinie. W następnych wyborach (w 2017 roku) Niezależni jeszcze poprawili swój wynik zdobywając aż 18,4% głosów i 5 mandatów w Landtagu.

### Rozpad
Mimo że komitet składał się z polityków o podobnych poglądach, szybko pojawiły się konflikty. Największy konflikt zaistniał w 2018 roku kiedy to z partii został wydalony jeden z pięciu posłów z partii Niezależnych - Erich Hasler. W wyniku tego konfliktu w późniejszych dniach ugrupowanie opuściło jeszcze dwóch posłów - Herbert Elkuch i Thomas Rehak; a także wielu innych działaczy partii. Trzej posłowie, którzy opuścili DU założyli niedługo później nową partię Demokraci Liechtenstein (niem. Demokraten pro Liechtenstein, DPL). W wyborach w 2021 roku komitet Niezależnych nie przekroczył progu wyborczego zdobywając zaledwie 4,2% głosów, a jego przyszłość stoi pod znakiem zapytania.

## Wyniki w wyborach doLandtagu
| Wybory | Sejm  | Sejm    | Sejm    | Rząd     |
| Wybory | Głosy | Mandaty | Mandaty | Rząd     |
| Wybory | %     | Liczba  | +/−     | Rząd     |
| ------ | ----- | ------- | ------- | -------- |
| 2013   | 15,3% | 4/25    | 4       | Opozycja |
| 2017   | 18,4% | 5/25    | 1       | Opozycja |
| 2021   | 4,2%  | 0/25    | 5       | –        |